# Incidente de Guang'anmen
El Incidente de Guang'anmen (en japonés: 広安門事件 Kōanmmon Jiken), o Incidente de Kuanganmen, fue un ataque al ejército japonés por parte del 29.º Ejército del Ejército Nacional Revolucionario que ocurrió el 26 de julio de 1937 en las etapas iniciales de la segunda guerra sino-japonesa en Beiping, ahora Beijing, que estaba bajo el control del Consejo Político de Hebei-Chahar. Ocurrió después del Incidente del Puente de Marco Polo del 7 de julio y el Incidente de Langfang del 25 de julio.
En ese momento, el ejército chino ya se estaba acumulando en grandes cantidades en Baoding y Shijiazhuang en la mitad sur de Hebei, y en Datong en Shanxi, y tenía al ejército japonés rodeado en el distrito de Fengtai, mientras que en el lado japonés, las recientemente movilizadas unidades del Ejército de Kwantung y del Ejército Coreano Japonés estaban en proceso de alcanzar el área de Tianjin y Beiping. El incidente de Kuanganmen fue un incidente que ocurrió mientras aumentaba el grado de tensión entre los dos ejércitos.

## El ataque
El 2.º Batallón del 2.º Regimiento de Infantería de la guarnición china bajo el comandante Hirobe estaba destinado con 26 camiones en los cuarteles japoneses dentro de las muralla de Beijing para brindar protección a los residentes japoneses. Takuro Matsui, el jefe de la Agencia de Servicios Especiales había tenido conversaciones previas con las autoridades del Consejo Político de Hebei-Chahar sobre el paso de tropas a través de las puertas de Guang'anmen a las afueras de Beiping y había obtenido la aprobación del alcalde Qin Dechun. Sin embargo, cuando el comandante Tokutaro Sakurai, un asesor militar y político del Consejo, se dirigió a Guang'anmen aproximadamente a las 6:00 p. m. para establecer contacto, las tropas chinas en guardia mantuvieron la puerta cerrada. Finalmente, después de más conversaciones, las puertas se abrieron alrededor de las 7:30 p. m. y las unidades japonesas comenzaron a pasar, pero una vez que los primeros 3 camiones habían cruzado, los chinos comenzaron a disparar contra ellos. Dos tercios de las unidades lograron pasar cuando la puerta se cerró repentinamente, dividiendo a las tropas de Hirobe. Recibieron inesperadamente un intenso fuego de ametralladoras y granadas, y debido a que los asesores japoneses y chinos no lograron calmar a las tropas chinas, a las 8:00 p. m. los japoneses atacaron en respuesta tanto dentro como fuera de las puertas.
Las tropas chinas recibieron refuerzos y rodearon a los japoneses, pero a pesar de que Masakazu Kawabe, comandante de la brigada en el distrito de Fengtai, envió una columna de ayuda a las 9:30 p. m., las negociaciones con los chinos produjeron una propuesta según la cual el ejército chino mantendría su distancia, mientras que los japoneses dentro de las puertas se moverían a los terrenos de su jurisdicción dentro de las paredes y los japoneses que quedaban afuera regresarían a Fengtai. Poco después de las 10:00 p. m., los combates cesaron y alrededor de las 2:00 a. m. del día siguiente, la unidad de Hirobe entró en el cuartel. Las bajas totales del ejército japonés en la lucha fueron 2 muertos y 17 heridos. Los dos muertos tenían el rango de soldado primero, y el desglose de los heridos era de un comandante, un capitán, un sargento, dos soldados primero, un soldado de primera clase, siete soldados de segunda clase, dos civiles adjuntos y un reportero. El intérprete que viajaba con Tokutaro Sakurai también fue asesinado.

## Impacto del incidente
El Ejército Japonés de Guarnición de China juzgó este incidente y el choque en Langfang, por lo que las perspectivas de una resolución pacífica habían terminado y, a las 2:00 AM del 28 de julio, rechazaron una solicitud del día anterior en respuesta al Incidente de Langfang por el que cada miembro de la unidad del 29.º Ejército de China retrocedería según un plazo de tiempo, y en su lugar notificó a Song Zheyuan, jefe del Consejo Político de Hebei-Chahar y comandante del 29.º Ejército, que "las actividades agresivas frecuentes de China y las violaciones de acuerdos son algo que nuestro ejército ya no puede soportar pacientemente. "Por encima de todo, no podemos perdonar en absoluto sus actos engañosos en Guang'anmen, que convirtió en un grave evento que insultó a nuestro ejército, nuestro ejército ahora actuará de acuerdo". Los japoneses además recomendaron a los chinos que retirasen todas sus fuerzas dentro de Beiping para evitar los estragos de la batalla venidera.
Desde la madrugada, el Ejército Japonés de Guarnición de China preparó los puestos necesarios para atacar a los chinos alrededor de Beiping y Tianjin y proclamó que no veían a la gente de Hebei como sus enemigos y no tenían la intención de adquirir el norte de China, sino que estaban considerando los derechos y los intereses de todas las naciones, la seguridad, la vida y propiedad de sus ciudadanos. El mismo mensaje fue anunciado como discurso por el secretario en jefe del gabinete.
Los japoneses lanzaron su asalto contra el ejército chino en el área de Beiping el 28 de julio, y en Tianjin los chinos atacaron a medianoche. Los japoneses salieron victoriosos en todos los frentes y en dos días se completaron las operaciones de limpieza.